# 베네수엘라의 지방
베네수엘라는 크게 아홉 개의 지방으로 나뉜다.

## 지방
| 지도        | 지방      | 인구 (2005년) | 면적 (km²)                                 | 주 |
| ----------- | --------- | ------------- | ------------------------------------------ | -- |
| 안데스 지방 | 3,911,278 | 56,700        | 메리다주・트루히요주・타치라주・바리나스주 |    |
| 수도 지방   | 4,687,002 | 9,879         | 미란다주・바르가스주・수도 지구            |    |
| 중앙 지방   | 3,851,290 | 26,464        | 아라과주・카라보보주・코헤데스주           |    |
| 중서부 지방 | 3,703,675 | 66,900        | 팔콘주・라라주・포르투게사주・야라쿠이주   |    |
| 동부 지방   | 3,165,217 | 84,030        | 안소아테기주・ 모나가스주・수크레주        |    |
| 과야나 지방 | 1,776,545 | 458,344       | 볼리바르주・아마소나스주・델타아마쿠로주   |    |
| 제도 지방   | 439,900   | 1,492         | 누에바에스파르타주・베네수엘라 연방 속지   |    |
| 야노스 지방 | 1,181,650 | 141,486       | 과리코주・아푸레주                         |    |
| 술리아 지방 | 3,520,376 | 63,100        | 술리아주                                   |    |

## 같이 보기
- 베네수엘라의 행정 구역